# Lars Söderhielm
Lars Söderhielm, före 1693 Malmén, född den 25 november 1638 i Strängnäs, död den 5 oktober 1710 på Gotland, var en svensk häradshövding.

## Biografi
Söderhielm var konduktör vid den livländska armén 1677 och kom året därpå att utnämnas till fortifikationskapten. År 1681 efterträdde han Jacob Petrus Chronander på häradshövdingeposten i Gotlands norra härad. Han efterträddes sedermera av sin måg Jakob Hansson Clerk.
Lars Söderhielm som ursprungligen hette Malmén adlades med namnet Söderhielm den 22 december 1693 på Stockholms slott av Karl XI, varefter introduktionen skedde 1697.

## Familj
Lars Söderhielm var son till teologie lektorn och kyrkoherden Nicolaus Laurentii Malmenius och Helena Hansdotter Fick samt bror till lagman Johan Cedercrantz.
Söderhielm gifte sig första gången 10 mars 1682 med Catharina Ferner (död 1696), dotter till befallningsmannen Lars Larsson Ferner och Helena Eliædotter Gavelia. I äktenskapet föddes flera barn.
De fick tillsammans barnen Margareta Catharina Söderhielm (1684–1742) som var gift med kyrkoherden Hans Köhler i Vänge församling, Helena Maria Söderhielm (1687–1749) som var gift med sjötullsinspektorn Gabriel Henschen i Karlshamn, Anna Magdalena Söderhielm (1688–1748) som var gift med assessorn och borgmästaren Jakob Clerck i Visby och överstelöjtnant Lorentz Niklas Söderhielm (1690–1760). Han var farfars farfars farfar till Alma Söderhjelm och Erik Söderhielm.
Söderhielm gifte sig andra gången 1698 med Ebba Hofvenia (1666–1744), dotter till professorn Petrus Hoffvenius i Uppsala och Anna Lenaea.